# 帕里斯 (自由邦省)

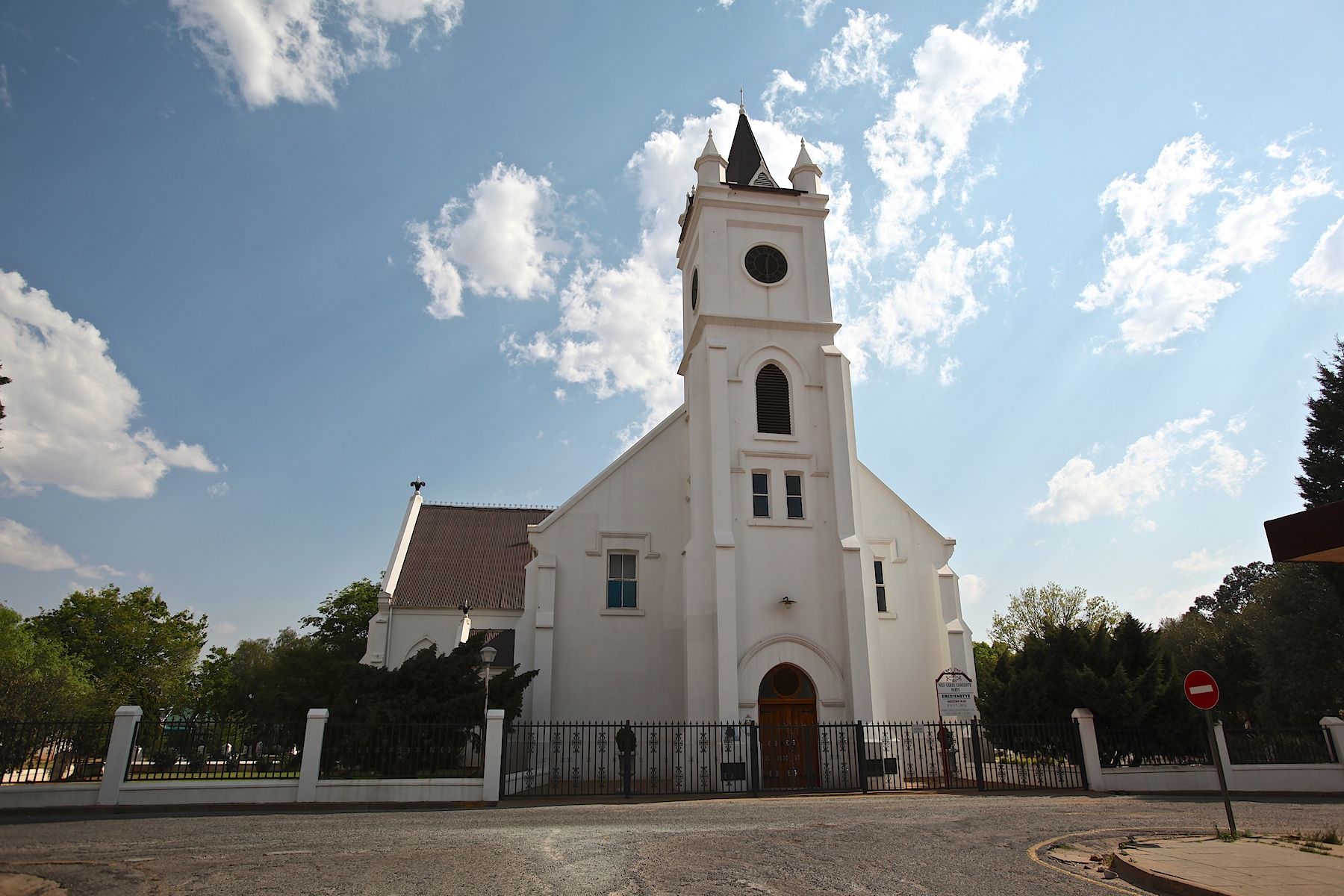
此媒體顯示南非巴黎荷蘭歸正教會母教堂

帕里斯是南非的城鎮，位於該國東部法爾河畔，由自由邦省負責管轄，始建於1882年，面積17.28平方公里，2001年人口10,716，人口密度每平方公里620人。

## 外部連結
- Parys （页面存档备份，存于）
- Parys on the Vaal （页面存档备份，存于）
- Vaal de Grace Estate （页面存档备份，存于）
- Parys Museum
- Sacks' Artichokes
- Parys Domefest